# مگان مک‌دانل
مگان مک‌دانل یک فیلمنامه‌نویس آمریکایی است که بیشتر به خاطر کارش در پروژه‌های وانداویژن (۲۰۲۱) و مارول‌ها (۲۰۲۳) شناخته می‌شود.

## تحصیلات
مک دانل فارغ‌التحصیل دانشگاه هاروارد در ایالات متحده آمریکا است.

## حرفه
مک‌دانل کار خود را به عنوان کارگردان و تهیه‌کننده اجرایی در فیلم کوتاه ملاقات جذاب در سال ۲۰۱۶ آغاز کرد. پس از نوشتن دو قسمت از مجموعه وانداویژن برای دیزنی پلاس که در دنیای سینمایی مارول انجام می‌شود، به شهرت رسید. در ژانویه ۲۰۲۰، مذاکراتی برای نوشتن فیلمنامه فیلم مارول‌ها (۲۰۲۳) با او انجام شد. در اوت ۲۰۲۲، او فیلمنامه چند از قسمت از سریال آگاتا: کووِن آشوب را نوشت.

## فیلموگرافی
| سال انتشار | عنوان            | کارگردان | نویسنده | تهیه‌کننده | دیگر | توضیحات                                                                    |
| ---------- | ---------------- | -------- | ------- | --------- | ---- | -------------------------------------------------------------------------- |
| ۲۰۱۵       | ادراک کننده‌ها    | نه       | نه      | نه        | آری  | فیلم کوتاه؛ دستیار تولید                                                   |
| ۲۰۱۶       | ملاقات جذاب      | آری      | نه      | آری       | آری  | فیلم کوتاه؛ کارگردان و تهیه‌کننده اجرایی                                    |
| ۲۰۲۱       | وانداویژن        | نه       | آری     | نه        | نه   | قسمت‌های «اکنون رنگی» و «ما جلوی این برنامه رو می‌گیریم»                     |
| ۲۰۲۳       | مارول‌ها          | نه       | آری     | نه        | نه   | پس تولید; او فیلمنامه را همراه با نیا داکوستا، الیسا کاراسیک و زب ولز نوشت |
| ۲۰۲۳       | آگاتا: کووِن آشوب | نه       | آری     | نه        | نه   | پیش تولید                                                                  |